# Nordische Skiweltmeisterschaften 1930/Teilnehmer (Tschechoslowakei)
Die Tschechoslowakei nahm an den Nordischen Skiweltmeisterschaften 1930 am Holmenkollen in der norwegischen Hauptstadt Oslo mit einer Delegation von 13 Athleten teil. Die Athleten waren fast ausschließlich Angehörige des Tschechoslowakischen Skiverbandes (Svaz lyžařů ČSR), während als Vertreter des Hauptverbandes Deutscher Wintersportvereine (HDW) einzig Willi Möhwald für die Wintersportwoche in Oslo nominiert wurde.
Neben drei Skisportlern die sowohl in den zivilen als auch in den militärischen Läufen startberechtigt waren, fanden sich noch zwei Athleten, die nur für die Militärskiläufe vorgesehen waren im Aufgebot.
Als sportlicher Leiter der Delegation der tschechoslowakischen Athleten fungierte Norbert Lang vom Tschechoslowakischen Skiverband. Die Skispringer wurden speziell vom Norweger Sigmund Ruud, der auch selbst aktiv an den Wettbewerben teilnahm, trainiert.
Die besten Platzierungen in den zivilen Wettbewerben erkämpften sich Otakar Německý und Wilhelm Möhwald in der Nordischen Kombination mit den Rängen 25 und 30. Sehr erfolgreich waren die tschechoslowakischen Militärsportler im Militärpatrouillenlauf mit Rang drei und mit dem zweiten Platz Otokar Německýs im Militär-Skilanglauf über 30 km.

## Teilnehmer an den Weltmeisterschaftswettbewerben
| Athlet             | Verein/Herkunft       | Wettbewerb            | Rang         |
| ------------------ | --------------------- | --------------------- | ------------ |
| Antonín Bartoň     | Vysoké nad Jizerou    | Nordische Kombination | DNF          |
| Antonín Bartoň     | Vysoké nad Jizerou    | Skispringen           | über Rang 50 |
| Jaroslav Feistauer | Zlatá Olešnice        | Skilanglauf 17 km     | 59.          |
| Jaroslav Feistauer | Zlatá Olešnice        | Skilanglauf 50 km     | 43.          |
| František Fišera   |                       | Skilanglauf 17 km     | 72.          |
| František Fišera   | Skilanglauf 50 km     | DNF                   |              |
| Wilhelm Möhwald    | WSV Spindelmühle      | Nordische Kombination | 30.          |
| Josef Německý      | SK Nové Město         | Skilanglauf 17 km     | 56.          |
| Josef Německý      | SK Nové Město         | Skilanglauf 50 km     | 42.          |
| Otakar Německý     | SK Nové Město         | Nordische Kombination | 25.          |
| Otakar Německý     | SK Nové Město         | Skispringen           | über Rang 50 |
| Vladimír Novák     |                       | Skilanglauf 17 km     | DNF          |
| Vladimír Novák     | Nordische Kombination | DNS                   |              |
| František Šimůnek  | Zlatá Olešnice        | Skispringen           | über Rang 50 |
| Josef Trýzna       |                       | Nordische Kombination | DNS          |
| Josef Trýzna       | Skispringen           | DNF                   |              |
| Rudolf Vrána       |                       | Skispringen           | über Rang 50 |

## Teilnehmer am Juniorenwettbewerb
Neben den FIS-Wettbewerben und den Militärskiläufen wurde in Oslo ebenfalls ein Kombinationswettbewerb für 17- bis 19-jährige Junioren durchgeführt. In diesem Wettbewerb starteten vom Tschechoslowakischen Skiverband František Šimůnek, Rudolf Vraná und Jaroslav Lukeš die dabei die Ränge 16, 18 und 25 belegen konnten. Šimůnek und Vraná nahmen ebenfalls am Spezialsprunglauf der Senioren teil, bei Lukeš lässt sich keine Teilnahme an Wettbewerben der Senioren nachweisen.

## Teilnehmer an den Militärwettläufen
Die Mannschaftsaufstellung im Militärpatrouillenlauf ist nicht bekannt. Neben dem Patrouillenführer Otakar Německý waren noch folgende Militärsportler für die Wintersportwoche in Norwegen im Aufgebot: četař Josef Trýzna, svob. Antonín Bartoň, svob. Viktor Roland und  vojín Willy Möhwald.
| Athlet               | Verein        | Wettbewerb                               | Rang |
| -------------------- | ------------- | ---------------------------------------- | ---- |
| Otakar Německý, npor | SK Nové Město | Militärpatrouillenlauf                   | 3.   |
| Otakar Německý, npor | SK Nové Město | Militär-Skilanglauf 30 km Altersklasse 1 | 2.   |

Legende:
- DNS: nicht angetreten
- DNF: nicht beendet